# Jacques Dutruy
Jacques Dutruy, né le 18 novembre 1762 à Genève (Suisse) et mort le 27 avril 1836 à Choisy-le-Roi Val-de-Marne, est un général suisse au service de la France.

## États de service
Peintre-géographe, il sert comme sergent-major au régiment de Sonnenberg, régiment suisse au service du Royaume de France. Il déserte le 14 juillet 1789 et rejoint la garde nationale. De 1792 à 1793, il sert dans l'Armée du Centre, puis dans l'Armée de la Moselle, est fait capitaine-commandant de la compagnie de chasseurs de Dubourg également appelé 1re compagnie franche des chasseurs de Paris et combat en Vendée à partir de juin 1793 dans l'armée des côtes de La Rochelle. Promu général de brigade le 13 juin 1793, il prend part à la bataille de Noirmoutier et aux colonnes infernales, son implication dans les massacres est controversée. Il repousse Charette à la bataille de Challans (1794).
Il est fait général de division à titre provisoire de l'armée des Pyrénées occidentales. Il est suspendu le 9 mai 1794, puis réintégré le 27 octobre 1795. Il retourne à l'armée de l'Ouest en 1799, il prend part à l'expédition de Saint-Domingue en 1801, à la Campagne de Dalmatie, sert en Italie en 1809, puis en Hollande en 1811.
Il est fait baron d'Empire en 1809.